# Bionic Tower
La Bionic Tower, littéralement en français « Tour Bionique », est un projet de gratte-ciel géant développé à partir de 1992 par les architectes espagnols Eloy Celaya Escribano, María Rosa Cervera Sardá et Javier Gómez Pioz. Il est actuellement en sommeil. Des sites potentiels ont été proposés à Hong Kong et à Shanghai en Chine, au Mexique, et dans l'émirat de Charjah.
- Modèle urbain : cité verticale
- Capacité : 100 000 habitants
- Nombre d'ascenseurs : 368 (vitesse : 15 m/s)
- Diamètre de la base : 133 m
- Oscillation maximale : 2,45 m
- Étages : 300